# Katalonský špendlík
Katalonský špendlík (Prunus domestica 'Katalonský špendlík') je ovocný strom, kultivar druhu slivoň z čeledi růžovitých. Plody střední až poměrně malé, s žlutou slupkou, lehce ojíněné, sladké, vhodné pro konzum i na zpracování. Zraje koncem července.
Plody jsou vhodné pro kuchyňské použití. Po dešti hnijí.

## Původ
Odrůda byla známa před rokem 1641.

## Vlastnosti
Růst bujný později střední. Plodnost vysoká, pravidelná. Cizosprašná odrůda. Zraje koncem července. Podle některých je nenáročný na polohu, podel jiných zdrojů vyžaduje teplé polohy, propustné živné půdy s dostatkem vlhkosti. 

## Opylovači
Althanova renklóda, Domácí švestka, Ontario. 

## Plod
Plod podlouhlý, kapkovitý až vejčitý, střední. Plod je podobný mirabelkám, ale je o něco větší a protáhlejší. Slupka krásně tmavě kanárkově žlutá s mnoha bílými tečkami, lehce ojíněná. Dužnina je nažloutlá, sladká, aromatická. Obvykle jde dobře od pecky.  

## Choroby a škůdci
Náchylná k monilióze.